# Любомирский, Каспер
Князь Каспер Любомирский (пол. Kasper Lubomirski, 9 мая 1724, Полонное — 6 июня 1780, Звягель) — крупный польский магнат,  князь, генерал-поручик русской армии, староста Хмельницкий, посол на Сеймы.

## Биография
Сын князя Яна Теодора Любомирского (1683—1745), который в 1721 году увел у краковского купца Яна Кристича его жену Елизавету из шотландского рода Каллер-Каминг (англ. Culler-Cuming; 1685—1776) и в 1724 году (незадолго до рождения сына) официально женился на ней.  
Учился в варшавской коллегиуме Collegium Nobilium. После смерти приемного отца унаследовал его обширные имения, в том числе Ланьцут, Уяздув, Звягель и Полонное. Получил во владение староство Хмельницкое.
В составе русской армии князь Каспер Любомирский участвовал в Семилетней войне с Пруссией (1756—1763). 
С 1 января 1757 — генерал-поручик.
В 1758 году командовал корпусом в Восточной Пруссии. 
В августе 1759 года отличился в битве с прусской армией под Кунерсдорфом. 
С 1762 — шеф пехотного полка.
В 1763 году продал Литовскому стольнику и будущему Польскому королю Станиславу Понятовскому своё имение Уяздув под Варшавой. В 1764 году был избран послом от Волынского воеводства на элекционный сейм. Осенью 1766 года был вновь избран послом на сейм от Киевского воеводства. Был награждён орденом Святого Станислава. В 1777 году стал членом известной масонской ложи.
В 1767 году князь Каспер Любомирской был избран послом от Черской земли на Репнинский сейм, где вошел в состав сеймовой делегации, вынужденной под давлением русского посла князя Николая Репнина признать все требования Российской империи.
В 1768 году накануне создания Барской конфедерации, Каспер Любомирский сообщил русскому послу Николаю Васильевичу Репнину о приготовлениях конфедератов в Баре. В 1769 году был схвачен барскими конфедератами в Жешувском замке и вынужден был заплатить выкуп за своё освобождение. В дальнейшем во главе отряда русских войск участвовал в боях с барскими конфедератами.

## Награды
- Орден Святого Александра Невского (18.08.1759).

## Семья и дети
Жена — Барбара Любомирская, младшая дочь чашника великого коронного князя Ежи Игнацы Любомирского (1687—1753) и Иоанны фон Штейн (1723—1783).
Дети:
- Княжна Марианна Любомирская (1773—1810), 1-й муж воевода киевский Антоний Протаций Потоцкий (1761—1801), 2-й муж генерал от инфантерии граф Валериан Александрович Зубов (1771—1804), 3-й муж генерал от кавалерии Фёдор Петрович Уваров (1769—1824)

- Княжна Жозефина Любомирская (1778—1851), 1-й муж Адам Валевский, 2-й муж русский генерал от кавалерии граф Иван Осипович Витт (1781—1840).